# Gabriele Adorno
Gabriele Adorno (Genova, 1320 – 1383) fu il 5º doge della Repubblica di Genova.

## Biografia

Stemma nobiliare degli Adorno

Secondo alcuni studi nacque a Genova nel 1320 da una famiglia di commercianti - Daniele Adorno di Lanfranco e Marietta Giustiniani - e difatti anch'egli lavorò in età adulta nel ramo commerciale paterno.
Ritenuto dalla parte dei ghibellini, eletto nel 1350 e ancora nel 1358 quale membro del Consiglio degli anziani, collaborò molto con il secondo doge genovese Giovanni da Murta specie nelle delicate trattative con la famiglia Grimaldi (costretta poi a fuggire a Marsiglia) e con Simone Boccanegra, sebbene quest'ultimo avesse contestato più volte il suo operato, che volle incaricare Gabriele Adorno nel difficile compito di trattare una pace con gli Aragonesi (alleati con la Repubblica di Venezia contro Genova) con l'intercessione di Giovanni II del Monferrato. Alla morte del doge Boccanegra (forse per avvelenamento), il suo nome fu scelto dall'assemblea il 14 marzo 1363 quale nuovo successore alla guida del dogato.
Tra i primi atti del suo dogato vi fu l'equa distribuzione delle cariche istituzionali tra i rappresentanti delle due fazioni guelfe e ghibelline. Decretò l'esilio perpetuo da Genova per i discendenti della famiglia Boccanegra che furono, molti di loro, confinati nel borgo spezzino di Lerici sotto la vigile custodia di Guglielmo Adorno, suo parente. Nella gestione interna ed esterna dovette affrontare i sempre più turbolenti rapporti tra le famiglie feudali della Riviera - tra questi gli Spinola, i Doria e i Fieschi - e i Del Carretto del ponente ligure dove inviò il genero Pietro Recanello; contro il pressante rapporto con i Visconti cercò l'appoggio di papa Urbano V inviando appositamente il fratello Giannotto Adorno ad Avignone in Francia.
Il 18 aprile 1365 risale il primo e storico trattato con Pietro I di Cipro che, di fatto, aprì la strada per la dominazione genovese sull'isola cipriota; sempre verso la parte orientale dell'Europa decisiva fu l'occupazione di Soldaia in Crimea e il rinforzo delle locali basi navali e commerciali. Nei due anni seguenti, il dogato di Gabriele Adorno promosse ancora trattati commerciali con gli Aragonesi (1366) e con il regno di Ferdinando I del Portogallo (1367).
Nonostante gli sforzi per risollevare Genova dopo lo scontro con gli Aragonesi e Venezia prima e la dedizione viscontea dopo, il malcontento tra la popolazione (soprattutto per la pressione fiscale) cominciò ad essere più forte anche grazie ad un nuovo avversario della coalizione avversaria, Leonardo Montaldo, futuro doge nel 1383. A nulla servì il titolo di Vicario imperiale ottenuto nel 1368 dall'imperatore Carlo IV di Lussemburgo per risollevare la popolarità del doge Adorno: un nuovo avversario, Domenico Fregoso, che lo stesso Gabriele Adorno aveva nominato vicario del popolo, riuscì nell'intento di sollevare la folla contro il doge in una pubblica assemblea, convocata nella basilica di Santa Maria delle Vigne, che fu costretto alla fuga il 13 agosto 1370. Il giorno stesso Domenico Fregoso fu eletto sesto doge di Genova.
Gabriele Adorno venne poco dopo arrestato e confinato dal nuovo doge presso il castello di Voltaggio, nell'alessandrino; solamente l'intervento del cardinale Stefano Teobaldeschi portò (in data sconosciuta) ad una sua liberazione. Morì nel 1383.
Dal matrimonio con Violante di Giustiniani Garibaldi, sposata nel 1347, ebbe numerosi figli. Tra questi Agostino che fu consigliere e anziano; Giovanni, podestà di Gavi (1369), di Ventimiglia (1384), di Monaco (1386), castellano di Caffa in Crimea; Margherita, moglie del benestante Pietro Recanello; Luigia, moglie di Luchino Novello di Luchino Visconti.
Gabriele Adorno oltre ad avere avuto la carica dogale, fu anche re, despota e principe di Chios.